# Sozialgericht Potsdam

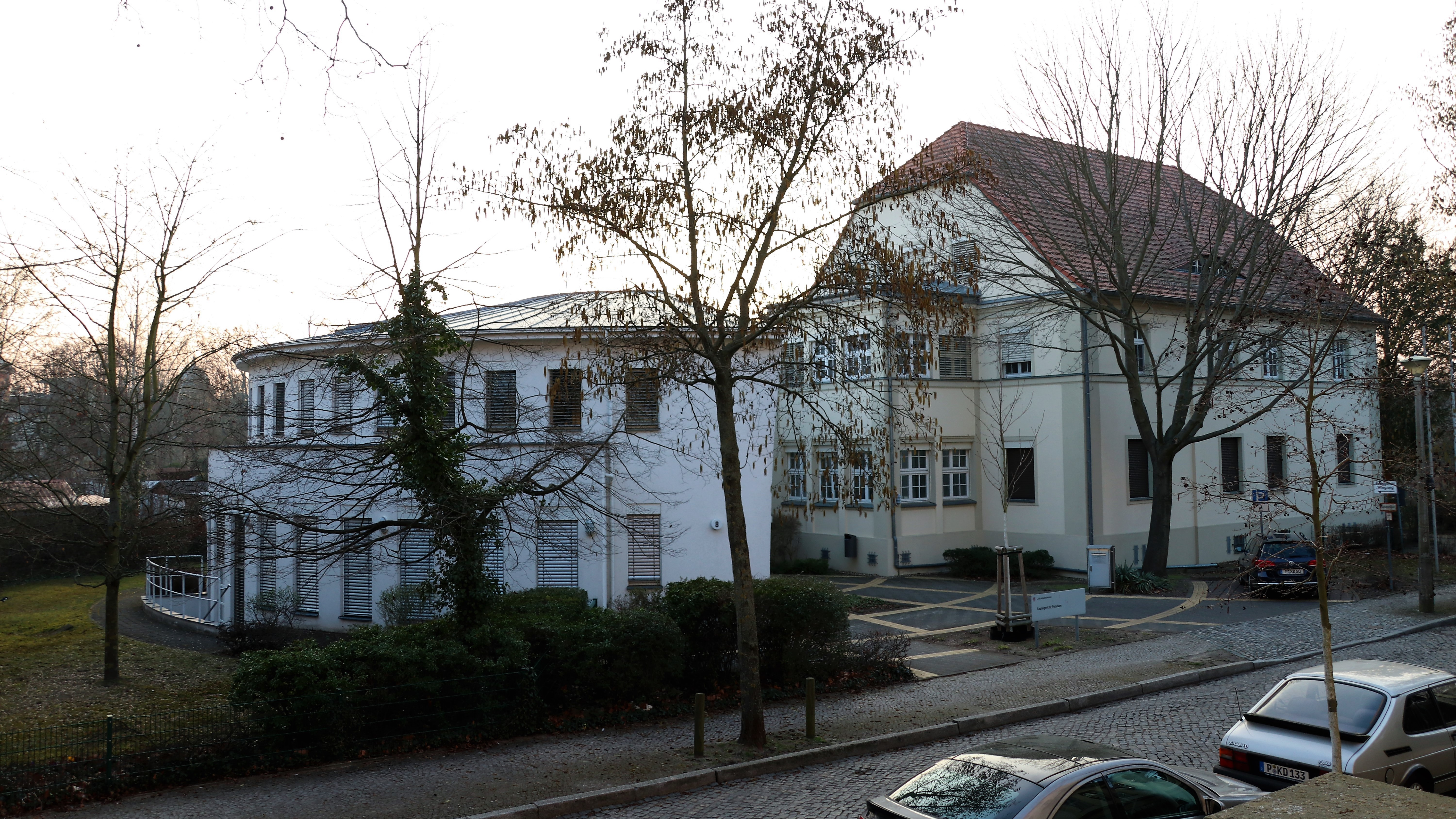
Gebäude des Sozialgerichts Potsdam

Das Sozialgericht Potsdam ist ein Gericht der Sozialgerichtsbarkeit. Das Gericht ist eines von vier Sozialgerichten in Brandenburg.

## Gerichtsgebäude
In der Rubensstraße 8 befindet sich das Gerichtsgebäude des Sozialgerichts Potsdam.

## Gerichtssitz und -bezirk
Das Gericht hat seinen Sitz in der Landeshauptstadt Potsdam.
Der Gerichtsbezirk umfasst die Städte Potsdam und Brandenburg (Havel) sowie die Landkreise Havelland, Potsdam-Mittelmark und Teltow-Fläming.
In Angelegenheiten des Kassenarztrechts ist es für das gesamte Land Brandenburg zuständig.

## Übergeordnete Gerichte
Auf Landesebene ist das Landessozialgericht Berlin-Brandenburg in Potsdam das übergeordnete Gericht. Diesem ist wiederum das in Kassel angesiedelte Bundessozialgericht übergeordnet. Bis zum 30. Juni 2005 war das Landessozialgericht Brandenburg das zuständige Landessozialgericht.